# Dutch International 2008
Die Dutch International 2008 im Badminton fanden vom 24. bis zum 27. April 2008 in Wateringen statt. Es war die 9. Austragung der Titelkämpfe.

## Sieger und Platzierte
| Disziplin    | Gold                                | Silber                               | Bronze                                     |
| ------------ | ----------------------------------- | ------------------------------------ | ------------------------------------------ |
| Herreneinzel | Hans-Kristian Vittinghus            | Wu Yunyong                           | Kasper Ipsen                               |
| Herreneinzel | Hans-Kristian Vittinghus            | Wu Yunyong                           | Emil Vind                                  |
| Dameneinzel  | Larisa Griga                        | Yu Wakita                            | Nanna Brosolat Jensen                      |
| Dameneinzel  | Larisa Griga                        | Yu Wakita                            | Elizabeth Cann                             |
| Herrendoppel | Kristof Hopp Ingo Kindervater       | Rasmus Bonde Kasper Faust Henriksen  | Jacob Chemnitz Mikkel Delbo Larsen         |
| Herrendoppel | Kristof Hopp Ingo Kindervater       | Rasmus Bonde Kasper Faust Henriksen  | Dharma Gunawi Peter Zauner                 |
| Damendoppel  | Kamila Augustyn Nadieżda Kostiuczyk | Ekaterina Ananina Anastasia Russkikh | Rachel van Cutsen Paulien van Dooremalen   |
| Damendoppel  | Kamila Augustyn Nadieżda Kostiuczyk | Ekaterina Ananina Anastasia Russkikh | Helle Nielsen Marie Røpke                  |
| Mixed        | Rasmus Bonde Helle Nielsen          | Jacob Chemnitz Marie Røpke           | Keisuke Kawaguchi Yu Wakita                |
| Mixed        | Rasmus Bonde Helle Nielsen          | Jacob Chemnitz Marie Røpke           | Mikkel Delbo Larsen Mie Schjøtt-Kristensen |

## Finalergebnisse
| Disziplin    | Sieger                              | Finalist                             | Ergebnis            |
| ------------ | ----------------------------------- | ------------------------------------ | ------------------- |
| Herreneinzel | Hans-Kristian Vittinghus            | Wu Yunyong                           | 21-12, 21-18        |
| Dameneinzel  | Larisa Griga                        | Yu Wakita                            | 21-19, 21-19        |
| Herrendoppel | Kristof Hopp Ingo Kindervater       | Rasmus Bonde Kasper Faust Henriksen  | 13-21, 21-16, 21-18 |
| Damendoppel  | Kamila Augustyn Nadieżda Kostiuczyk | Ekaterina Ananina Anastasia Russkikh | 21-16, 11-21, 21-13 |
| Mixed        | Rasmus Bonde Helle Nielsen          | Jacob Chemnitz Marie Røpke           | 21-15, 21-12        |